# Colobosaura kraepelini
Colobosaura kraepelini là một loài thằn lằn trong họ Gymnophthalmidae. Loài này được Werner mô tả khoa học đầu tiên năm 1910.